# Scyliorhinus cervigoni
Scyliorhinus cervigoni är en hajart som beskrevs av Maurin och Bonnet 1970. Scyliorhinus cervigoni ingår i släktet Scyliorhinus och familjen rödhajar. IUCN kategoriserar arten globalt som otillräckligt studerad. Inga underarter finns listade i Catalogue of Life.